# Roodbrauwwinterkoning
De roodbrauwwinterkoning (Troglodytes rufociliatus) is een zangvogel uit de familie Troglodytidae (Winterkoningen).

## Verspreiding en leefgebied
Deze soort komt voor van zuidelijk Mexico tot Nicaragua en telt 3 ondersoorten:
- Troglodytes rufociliatus rehni: van zuidelijk Mexico tot noordwestelijk Nicaragua.
- Troglodytes rufociliatus rufociliatus: zuidelijk Guatemala.
- Troglodytes rufociliatus nannoides: zuidwestelijk El Salvador.